# Agathis australis
Agathis australis là một loài thực vật hạt trần trong họ Araucariaceae. Loài này được D.Don Lindl. mô tả khoa học đầu tiên năm 1829.